# ヴィンタートゥール美術館
ヴィンタートゥール美術館（Kunstmuseum Winterthur）は、スイスのヴィンタートゥールにある美術館である。スイス第4の規模を誇る近代美術のコレクションを所蔵している。

## 沿革
1916年に創設。1995年には建築家のギゴン&ゴヤーが手がけた新館が誕生した。

## コレクション
フェルディナンド・ホドラーやマックス・ビル、パウル・クレーなどのスイス出身の芸術家の作品だけでなく、印象派からはクロード・モネやアルフレッド・シスレー、後期印象派のフィンセント・ファン・ゴッホ、ナビ派のピエール・ボナール、その他オディロン・ルドンやアンリ・ルソー、20世紀からはパブロ・ピカソ、ジョルジュ・ブラック、ルネ・マグリット、ピエト・モンドリアンなどが展示されている。また、オーギュスト・ロダンやコンスタンティン・ブランクーシ、アルベルト・ジャコメッティなどの彫刻作品も充実している。

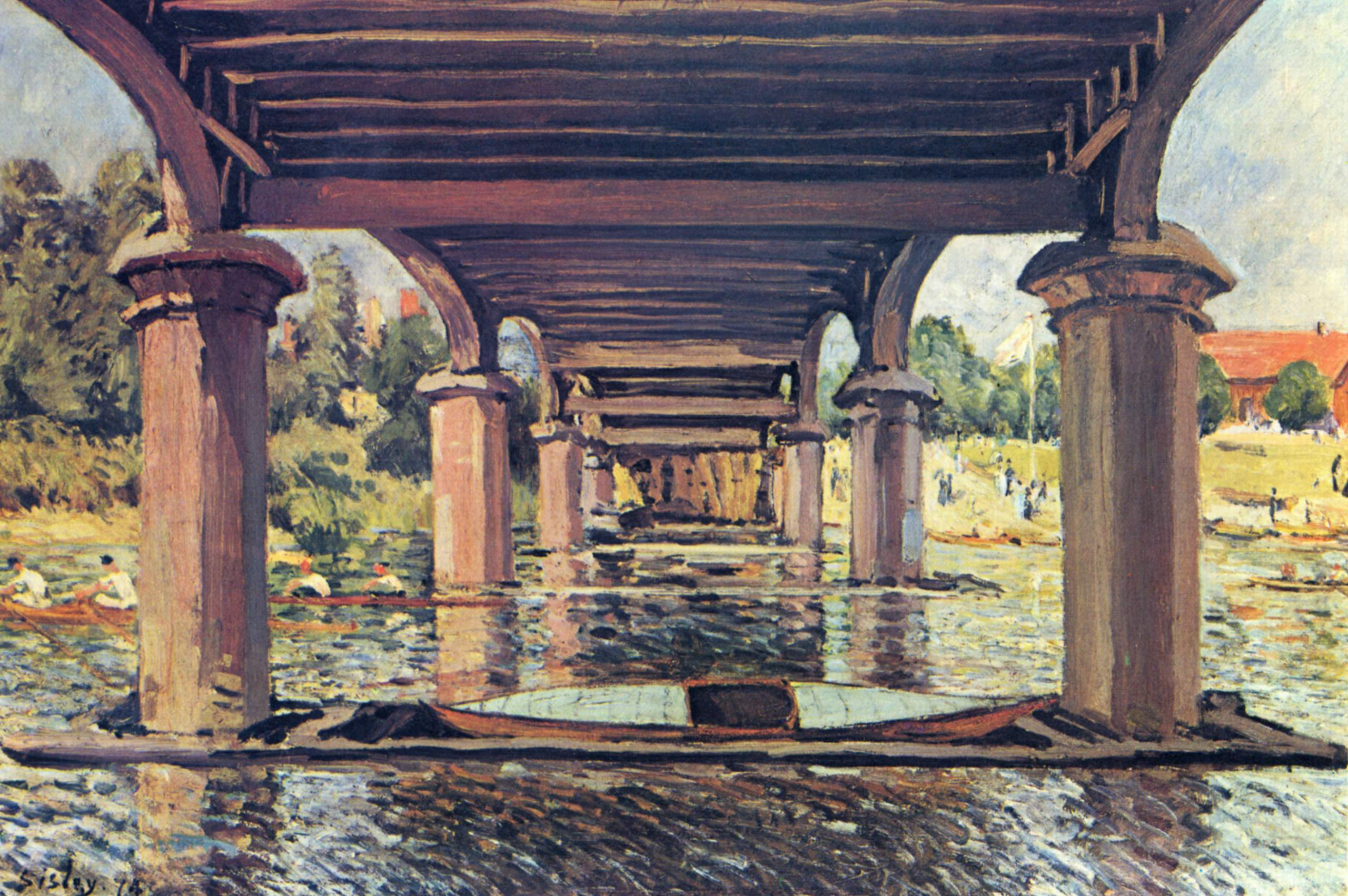
アルフレッド・シスレー: Sous le pont de Hampton Court, 1874
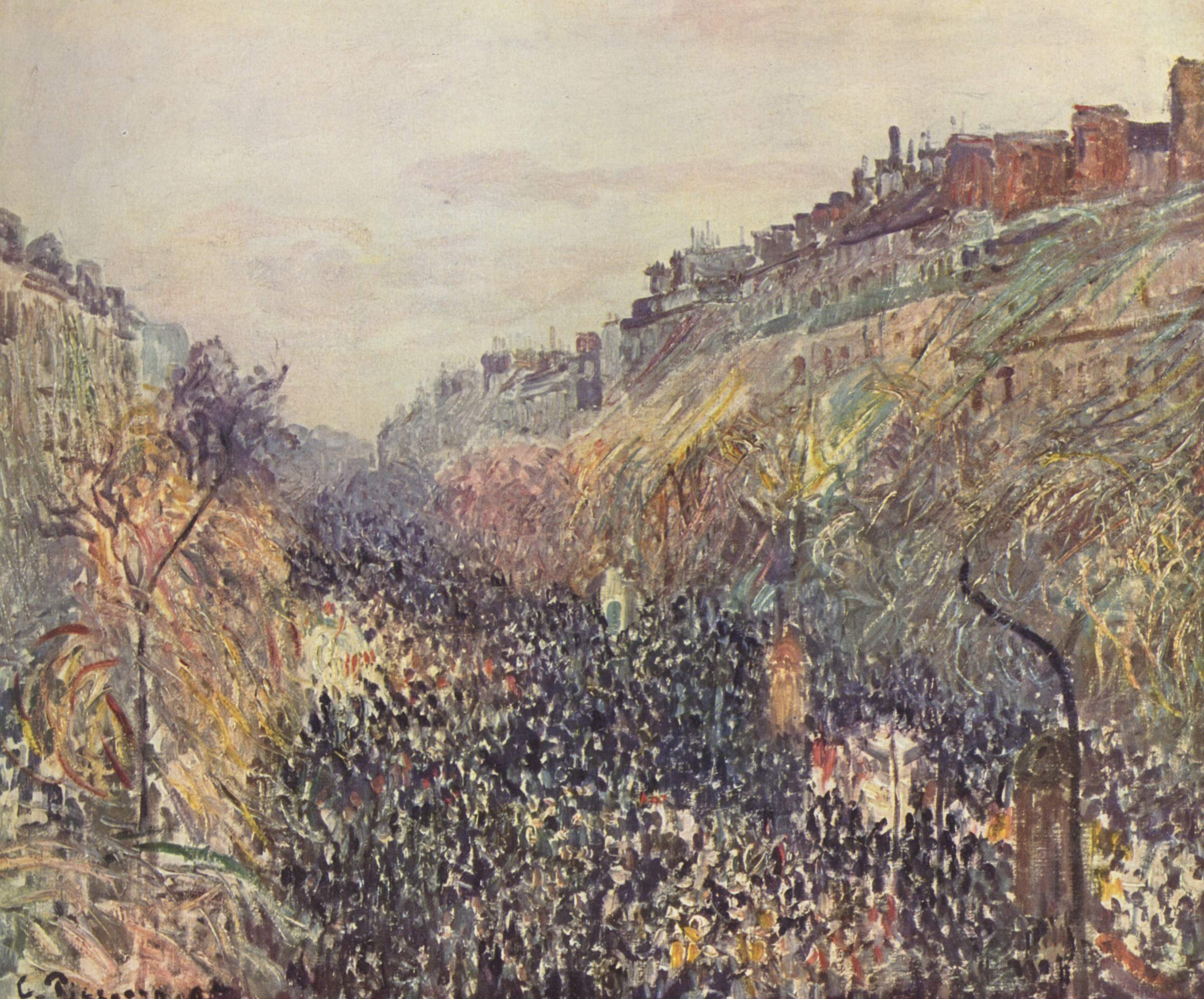
カミーユ・ピサロ: Le Boulevard Montmartre, mardi gras, soleil couchant, 1897
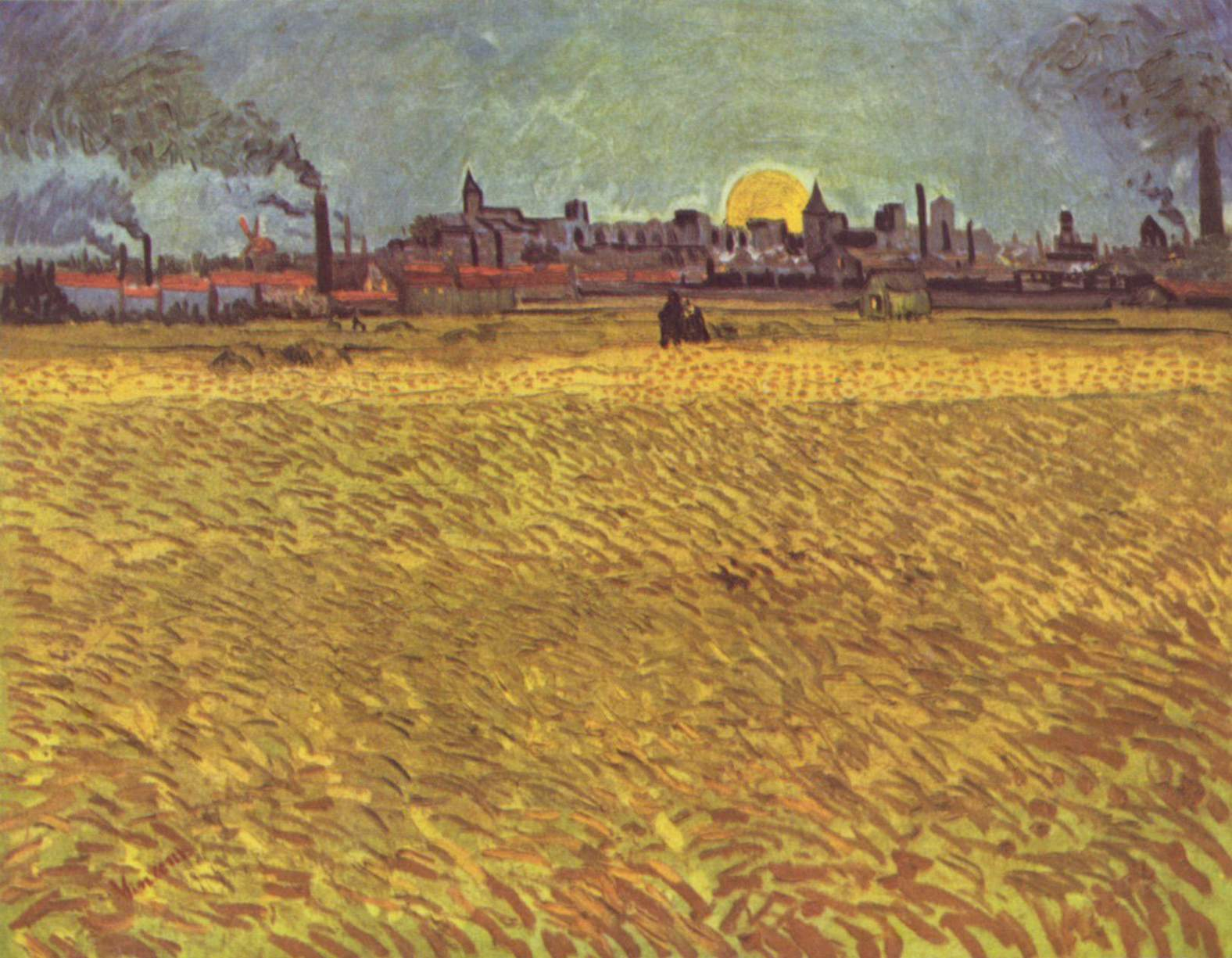
フィンセント・ファン・ゴッホ: Soir d'été, 1888
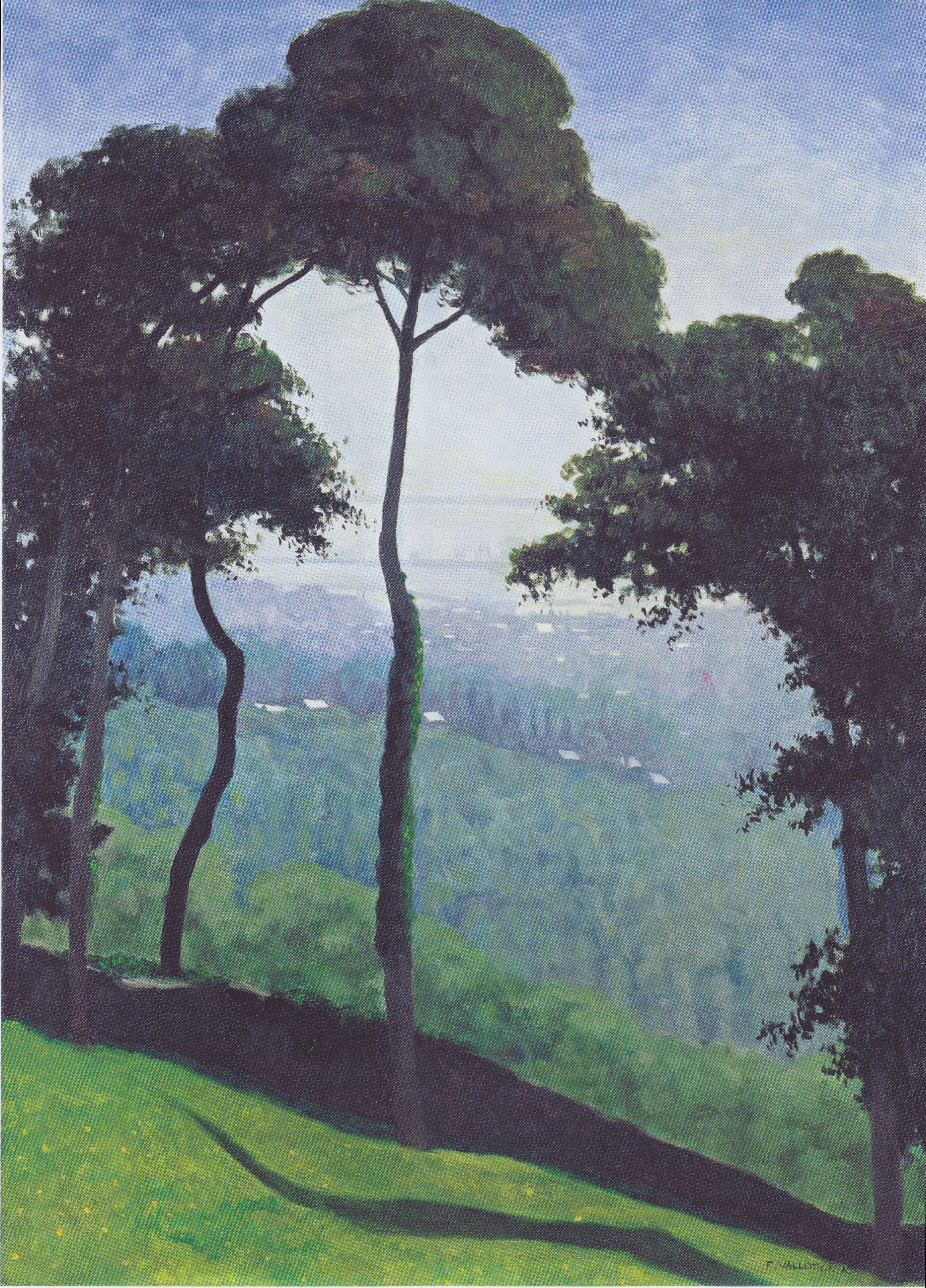
フェリックス・ヴァロットン: Vue d’Honfleur, matin d’été, 1910
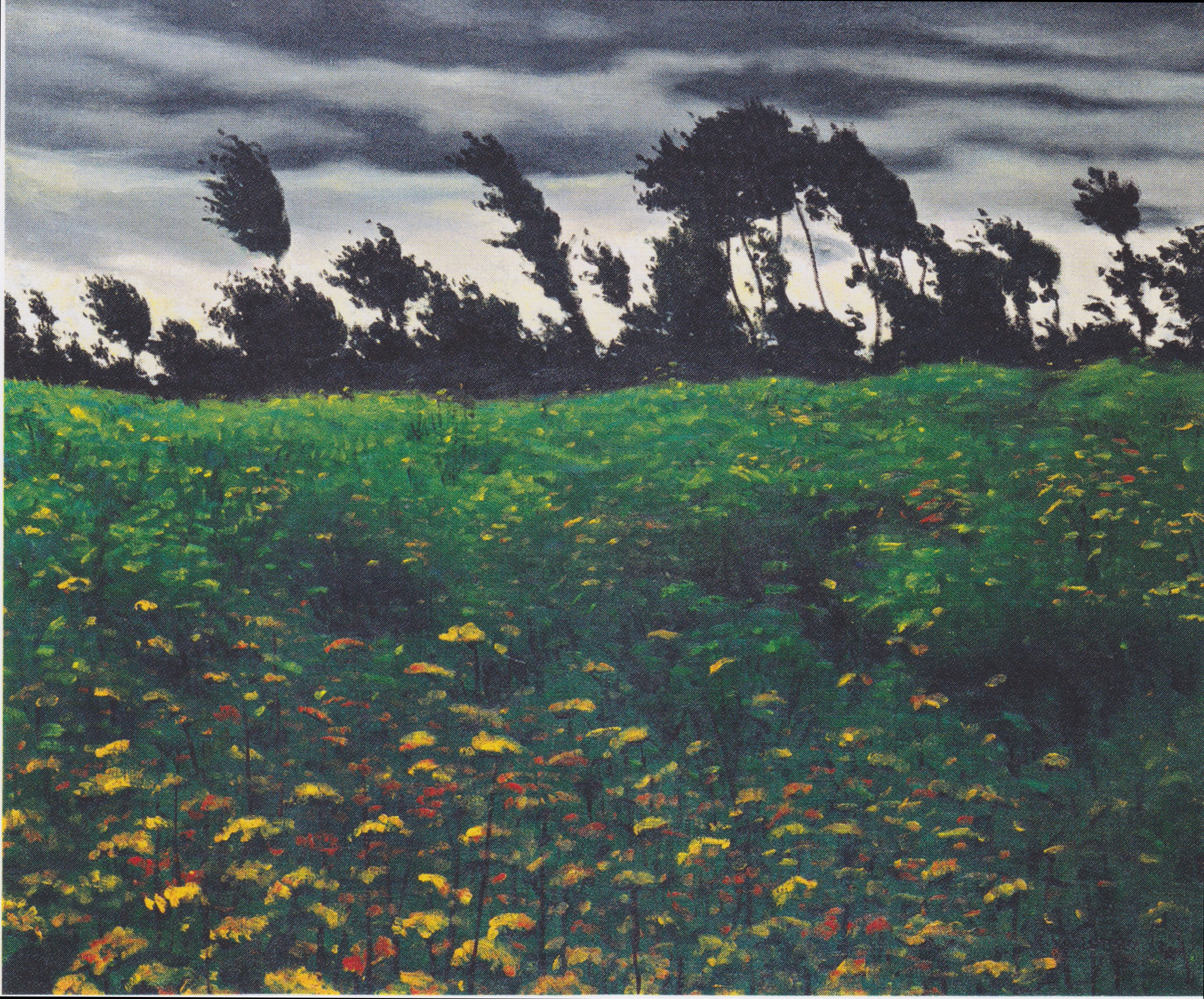
フェリックス・ヴァロットン: Le champ fleuri, 1912
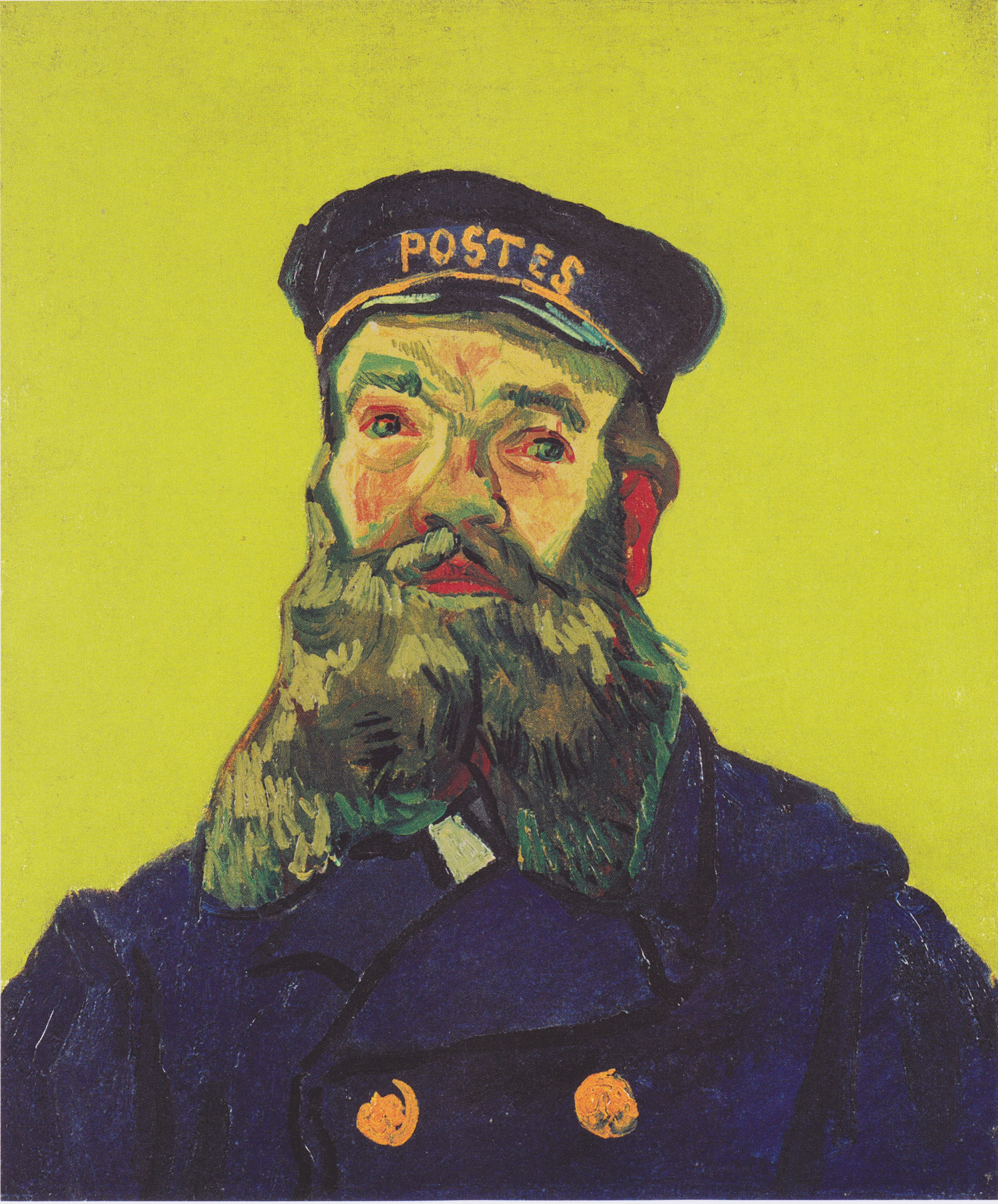
フィンセント・ファン・ゴッホ: Joseph Roulin, 1888
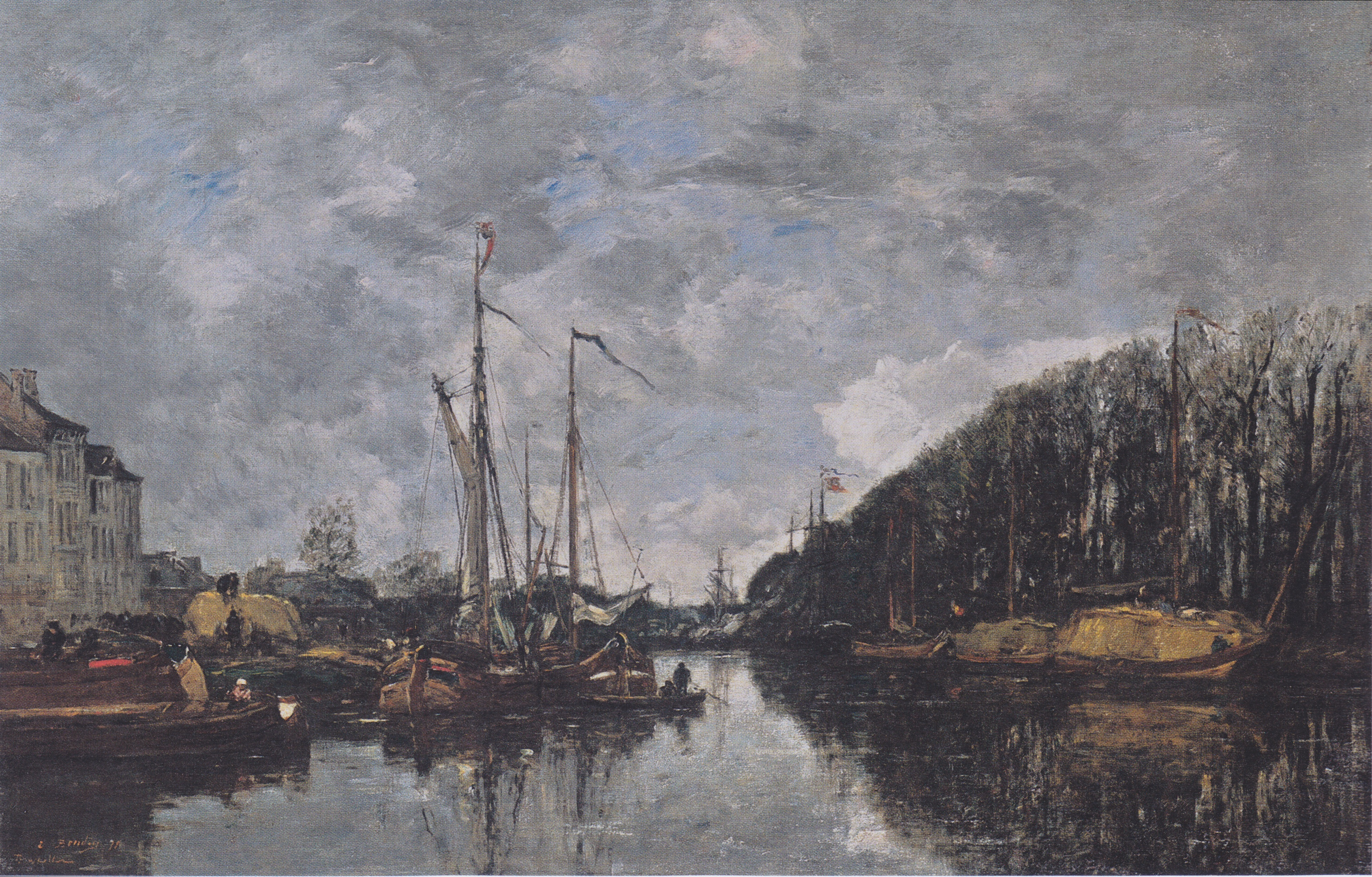
ウジェーヌ・ブーダン: Canal de l’Allée-Verte, Bruxelles, 1871
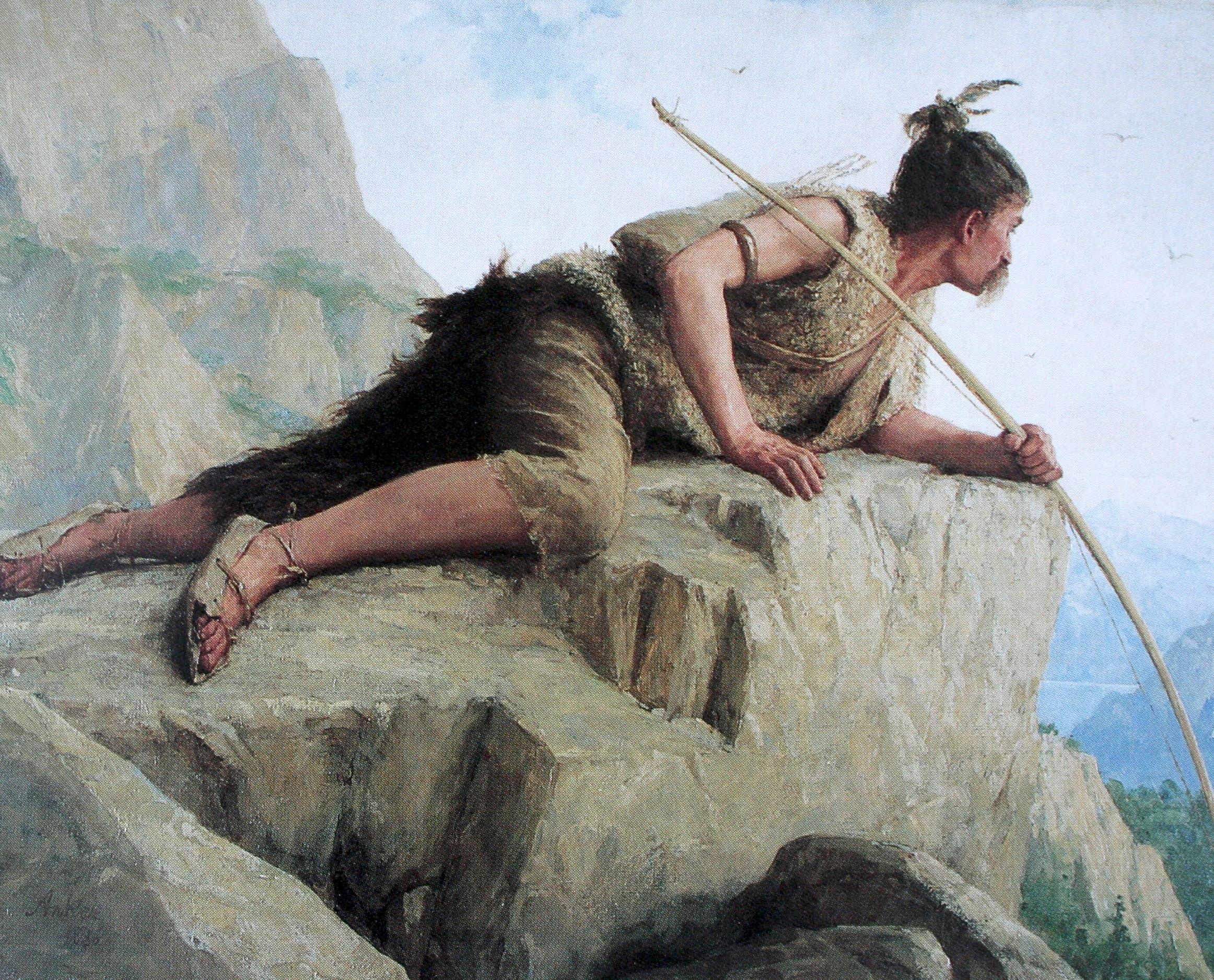
アルベール・アンカー: :Der Pfahlbauern,1886
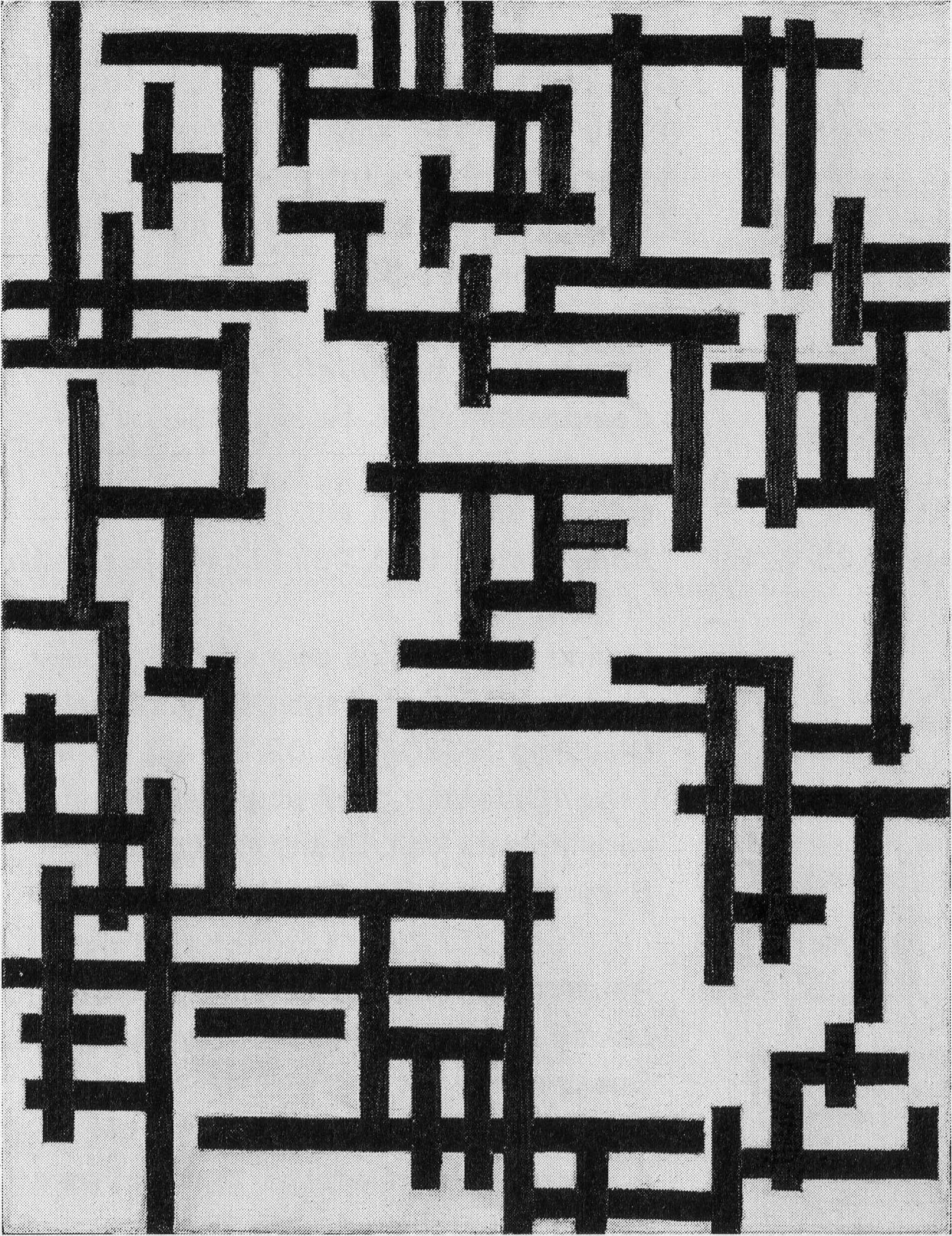
テオ・ファン・ドゥースブルフ: Composition XIII (Woman in studio),1918
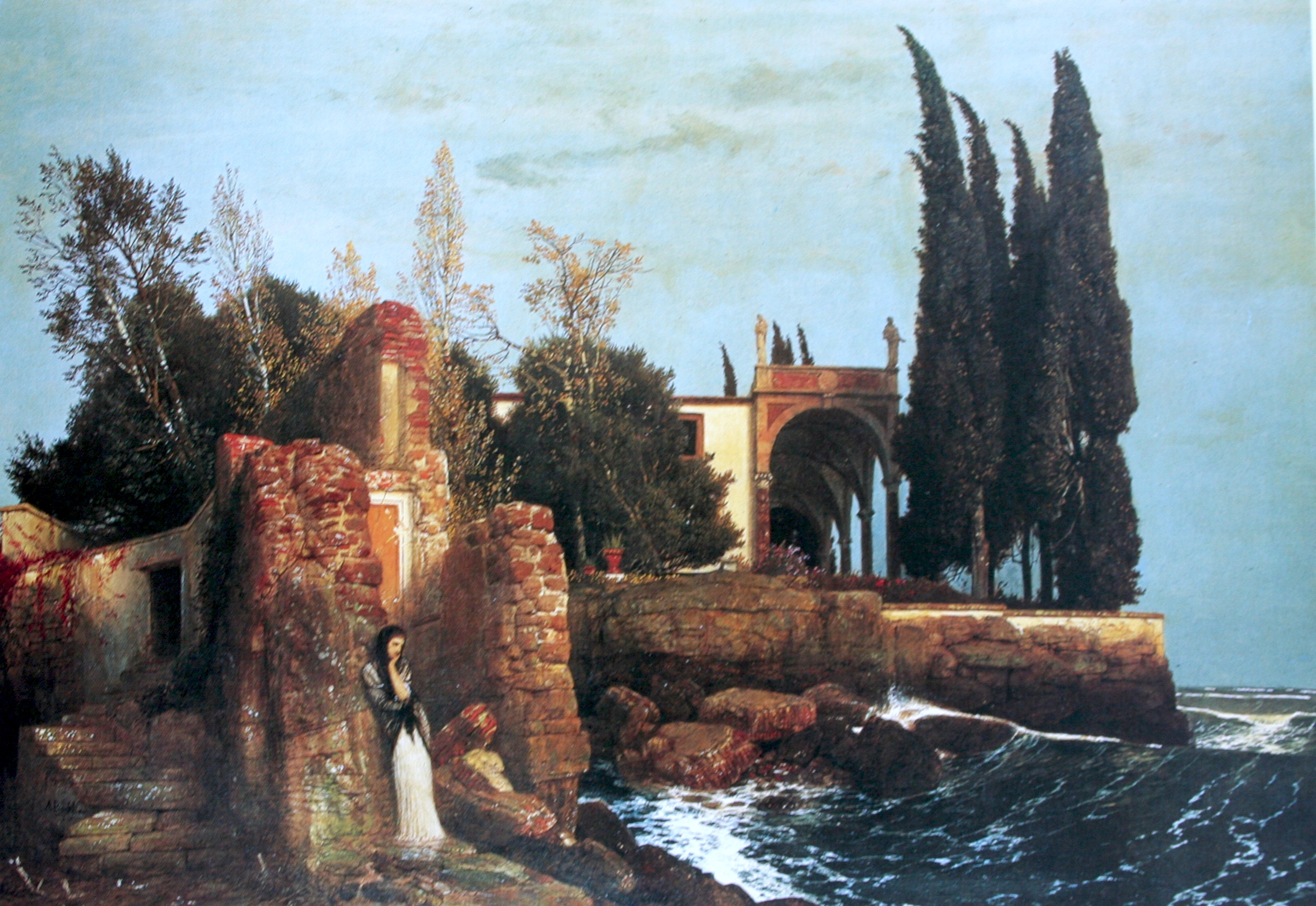
アルノルト・ベックリン: Villa by the Sea,1878
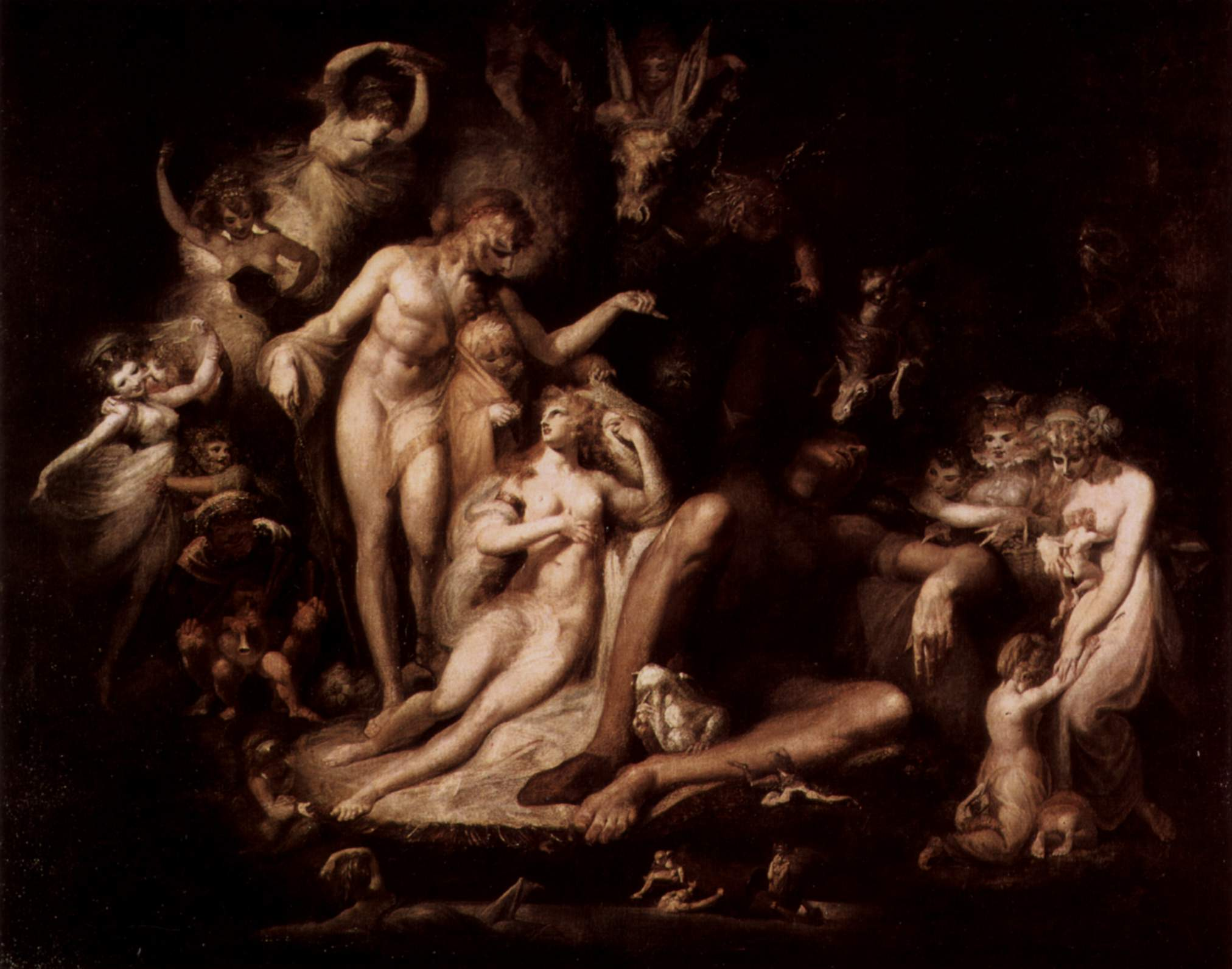
ヨハン・ハインリヒ・フュースリー: Das Erwachen der Elfenkönigin Titania,

## 日本にて
2010年から2011年にかけて「ザ・コレクション ヴィンタートゥール展」が栃木、東京、神戸、長崎で開催された。